# Фрейм, Томми
То́мас Фрейм (англ. Thomas Frame; 5 сентября 1902 — 17 января 1988), более известный как То́мми Фрейм (англ. Tommy Frame) — шотландский футболист, хавбек. Наиболее известен по выступлению за шотландский клуб «Кауденбит» и английские «Манчестер Юнайтед» и «Саутпорт».

## Биография
Родился в Бернбарке, Гамильтон. Работал шахтёром и выступал за местную футбольную команду «Бернбарк Атлетик». В 1926 году стал игроком клуба «Кауденбит», выступавшего в высшем дивизионе Футбольной лиги Шотландии. Провёл в клубе шесть сезонов, сыграв в общей сложности 154 матча и забив 7 мячей.
В сентябре 1932 года перешёл в английский клуб «Манчестер Юнайтед» за 1000 фунтов. Дебютировал за клуб 1 октября 1932 года в матче Второго дивизиона против «Престон Норт Энд» на стадионе «Олд Траффорд». Был «физически крепким игроком» оборонительного плана, «иногда слишком полагаясь на свою физическую силу»: был удалён с поля уже в своей четвёртой игре за «Юнайтед». 21 января 1933 года забил свой первый гол за клуб в матче против «Тоттенхэм Хотспур», реализовав одиннадцатиметровый удар. В сезоне 1932/33 провёл за команду 34 матча и забил 2 мяча. В сезоне 1933/34, в котором команда боролась за выживание во Втором дивизионе, секретарь (главный тренер) «Манчестер Юнайтед» Скотт Дункан использовал Фрейма на позициях центрального хавбека, правого хавбека, правого инсайда и левого защитника. 31 марта 1934 года в начале игры против «Блэкпула» Томми получил двойной перелом ноги, а команде пришлось более часа играть вдесятером (замены на тот момент были не предусмотрены). «Юнайтед» одержал победу в той игре со счётом 2:0. Это был последний матч Фрейма в футболке «Манчестер Юнайтед», хотя он восстановился от травмы и продолжил играть в футбол. Всего он провёл за «Юнайтед» 52 матча и забил 4 мяча.
В июне 1936 года он перешёл в клуб «Саутпорт», где провёл один сезон, сыграв в 38 матчах. В дальнейшем выступал за валлийский клуб «Рил Атлетик» и английский «Бриджнорт Таун».